# 不來梅 (喬治亞州)
不來梅（英語：Bremen）是一個位於美國喬治亞州卡洛爾縣和哈拉爾森縣的城市。

## 地理
不來梅的座標為33°42′57″N 85°08′50″W / 33.71583°N 85.14722°W，而該地的平均海拔高度為425米（即1394英尺）。

## 人口
根據2010年美國人口普查的數據，不來梅的面積為27.25平方千米，當中陸地面積為27.18平方千米，而水域面積為0.07平方千米。當地共有人口6227人，而人口密度為每平方千米228人。